# Вука Попадић
Вука Попадић је једна од хероина Првог свјетског рата. Спасила је велики број људи, посебно жене и дјецу. Збринула је 15 аустријских војника и послужила их је са водом и слатким, а касније отворила превијалиште гдје је спасила неколико стотина српских војника.
Када су пале прве гранате на Србију, тачније град Београд, највише су били уништени простори данашњег Дорћола и Савамале. У данима бомбардовања у Душановој улици број 4 становала је жена по имену Вука Јовановић касније Попадић са својом ћерком Јеленом и сестром Јеленом Лелом Милутиновић која је била глумица Народног позоришта. Заједно са сестром одбила је да напусти Београд. Без обзира на бомбардовање Вука Попадић од своје куће је направила прихватилиште за уплашене људе. Натјерала је непријатеља на повлачење. Према предању , Вука је изашла из стана да види да ли има гдје аустријских војника и срела је једну групу који су покушавали да нађу склониште од српске војске која их је тражила. Строгим гласом, Вука Попадић је војнике позвала да баце оружје и крену за њом како не би погинули. Након што је преплашене Аустријанце заклонила у свом дому, своје затворенике је послужила слатким и водом. Осим што је предала аустријске војнике полицији и на чему јој је захвалио командант војске, Вука Попадић отвара привремено превијалиште за српске рањенике гдје су јој помагале сестра и ћерка.

## Живот послије рата
Након завршетка Великог рата Вука Јовановић удаје се за Живка Попадића који је радио као благајник Дирекције трамваја и освјетљења.